# Hobart R. Gay
Pour les articles homonymes, voir Gay.
Hobart R. Gay est un lieutenant général de l'United States Army.

## Guerre de Corée
Lors de l'offensive du Commandement des Nations unies en Corée lors de la deuxième phase de la guerre de Corée, la 1re division de cavalerie américaine dirigée par Hobart R. Gay] et [[1re division d'infanterie (Corée du Sud)|1{{re]] division d'infanterie sud-coréenne}} commandé par Paik Sun-yup prirent la ville de Pyongyang le 19 lors d'une bataille durant du 17 au 20 octobre 1950.